# Hersilia wraniki
Espèce
Hersilia wraniki est une espèce d'araignées aranéomorphes de la famille des Hersiliidae.

## Distribution
Cette espèce est endémique de Socotra au Yémen.

## Publication originale
- Rheims, Brescovit & van Harten, 2004 : Hersiliidae (Araneae) from Yemen, with description of a new species of Hersilia Audouin, 1826 from Socotra Island. Fauna of Arabia, vol. 20, p. 335-347.